# Предшколска установа „Галеб” Петровац на Млави
Предшколска установа „Галеб” Петровац на Млави је једина установа тог типа на територији општине Петровац на Млави. Рад се организује у централном објекту у Петровцу, издвојеним објектима у Великом Лаолу и Шетоњу и издвојеним одељењима при сеоским школама у општини, која су опремљена у складу са потребама, могућностима и условима рада.
Установа организује рад са децом јасленог узраста (12-36 месеци) и предшколског узраста (3-6,5 година). Основни облици рада у вртићу су: игра, рад и учење. Рад организује и реализује стручно заступљен кадар уз уважавање основних начела васпитно-образовног рада. Пошто је вртић смештен у двојезичном подручју, рад у њему се организује уз сво уважавање и поштовање националних и културних разлика.